# Jouy-le-Potier
Jouy-le-Potier là một xã trong tỉnh Loiret, vùng Centre-Val de Loire bắc trung bộ nước Pháp. Xã này nằm ở khu vực có độ cao từ 94 - 119 mét trên mực nước biển.